# Maasym
Maasym o Masym (λ Herculis / λ Her / 76 Herculis) es una estrella de magnitud aparente +4,40 en la constelación de Hércules. Su nombre, procedente del árabe Misam, significa «la muñeca» (del brazo). Originariamente este nombre correspondía a ο Herculis pero posteriormente, probablemente por equivocación, pasó a designar a la estrella que nos ocupa.
Situada a 367 años luz de distancia del sistema solar, Maasym es una gigante naranja de tipo espectral K4III más fría que el Sol, con una temperatura de 4215 K. Su luminosidad, incluyendo la radiación infrarroja emitida, es 345 veces mayor que la luminosidad solar. Como gigante que es, tiene un diámetro —calculado a partir de la medida de su diámetro angular— 56 veces más grande que el diámetro solar. Gira sobre sí misma con una velocidad mínima de 6,2 km/s, siendo su período de rotación inferior a 281 días.
Aunque sin duda Maasym es una estrella evolucionada, no se conoce con exactitud su actual estado evolutivo. Puede que esté aumentando su brillo con un núcleo inerte de helio, en cuyo caso tendría una edad aproximada de 350 millones de años. Por el contrario, puede haber avanzado más en su evolución y, habiendo consumido todo su helio —con un núcleo inerte de carbono y oxígeno—, está preparada para aumentar en más de 12 veces su presente luminosidad, antes de convertirse en una variable Mira. En este segundo escenario su edad correspondería a 430 millones de años.